# Бруэн
Бруэ́н (фр. Broin) — коммуна во Франции, находится в регионе Бургундия. Департамент коммуны — Кот-д’Ор. Входит в состав кантона Сёр. Округ коммуны — Бон.
Код INSEE коммуны — 21112.

## Население
Население коммуны на 2010 год составляло 433 человека.
| 1962 | 1968 | 1975 | 1982 | 1990 | 1999 | 2010 |
| ---- | ---- | ---- | ---- | ---- | ---- | ---- |
| 191  | 154  | 192  | 258  | 311  | 317  | 433  |

## Экономика
В 2010 году среди 275 человек трудоспособного возраста (15—64 лет) 211 были экономически активными, 64 — неактивными (показатель активности — 76,7 %, в 1999 году было 63,9 %). Из 211 активных жителей работали 204 человека (111 мужчин и 93 женщины), безработных было 7 (2 мужчин и 5 женщин). Среди 64 неактивных 15 человек были учениками или студентами, 25 — пенсионерами, 24 были неактивными по другим причинам.